# ひるDoki
ひるDoki（ひるどき）は、2002年4月1日から2003年3月までKBS京都ラジオで毎週月曜日から木曜日の13:00 - 15:50まで生放送されていたワイド番組。

## パーソナリティ
- 月曜と火曜は「京都ごごいち」と同じメンバー。

月曜日
- 非常階段シルク
- 森谷威夫

火曜日
- 西川かの子
- 森谷威夫

水・木曜日
- 森谷威夫
- 平野智美

## 放送日時
毎週月曜～木曜 13:00 - 15:50

## ラジオカーレポート
- 京都本社
  - 野瀬良美
- 福知山局(北近畿号)
  - えみ京子(火・木)
  - 桂三扇(水)

## 番組内のコーナー
- 今Doki
- シルクのファッションアラカルト(月)
- ジャパネットたかたラジオショッピング
- うわさDoki
- 北近畿レポート(火・水・木)
- 医療ウォッチング(月)
- お茶Doki
- ひるDokiに海賊登場(火)
- サンガ大好き(水)・レポーター和田りつ子
- 京都府情報BOX

など